# Sangbuk-myeon, Yangsan
Sangbuk-myeon (koreanska: 상북면, 上北面) är en socken i den sydöstra delen av  Sydkorea, 300 km sydost om huvudstaden Seoul. Den ligger i kommunen Yangsan i provinsen Södra Gyeongsang strax norr om storstaden Busan.